# Betim
Betim je grad u Brazilu. Nalazi se u saveznoj državi Minas Gerais. Prema procjeni iz 2007. u gradu je živjelo 415.098 stanovnika.

## Stanovništvo
Prema procjeni iz 2007. u gradu je živjelo 415.098 stanovnika.
| 1991.   | 2000.   |
| ------- | ------- |
| 170.934 | 306.675 |